# Тибан Реждо Турен
Тибан Реждо Турен — мечеть в Индонезии, в городе Маланг. Она также известна под названием Летающая мечеть.
Мечеть была построена во времена правления династии Жин. Здание сочетает в себе индийскоий, индонезийский, китайский и турецкий стиль исламского зодчества. Здание мечети обильно украшено. Внешний декор выполнен в сочетании белых, голубых, синих и лазурных тонов. Такое цветовое решение было выбрано не случайно. Архитекторы решили построить мечеть, которая бы напоминала о существующем в Раю дворце. Высокие ворота ведут к главному входу в мечеть. Они украшены двумя конусовидными голубыми куполами. Как и основное здание мечети, ворота расписаны узорами арабской каллиграфии в сине-белой гамме. Растительные орнаменты на мозаике выполнены вручную. В мечети — 10 этажей, которые соединены винтовой лестницей. Также есть залы, которые предназначались для богослужения монарших особ Индонезии. На 2 и 3 этажах мечети расположился своеобразный исторический музей. На верхних ярусах есть искусственная пещера со сталактитами и сталагмитами, которые очень похожи на настоящие. Прилегающая к мечети территория довольно просторная. Здесь есть столовая, в которой подают халяльную еду, а стены украшены начертанными именами Всевышнего. Неподалеку расположилась детская площадка. Вокруг мечети разбит цветущий фруктовый сад, который словно опоясывает здание. Тут же можно увидеть и примыкающую к основной небольшую мечеть. Она расположена чуть ниже, чем все остальные постройки комплекса, а в её архитектурном оформлении преобладает белый цвет.